# Noah Gordon
Noah Gordon (Worcester, 11 novembre 1926 – Dedham, 22 novembre 2021) è stato uno scrittore statunitense.
Il suo primo romanzo con cui si è imposto all'attenzione del pubblico è L'uomo che cercava la verità (The Rabbi), del 1965, che racconta la storia d'amore tra un giovane rabbino e la figlia di un pastore protestante. Ma la consacrazione avviene con la trilogia della famiglia Cole, nei libri Medicus (1989), Lo sciamano (1992) e L'eredità dello sciamano (1996).
La maggior parte dei suoi libri parla comunque di medicina sotto molti aspetti, partendo da quello prettamente scientifico fino a quello, non meno importante, umano.

## Opere
- L'uomo che cercava la verità (The Rabbi) 1965[1]
- La clinica (The Death Committee) 1969[1]
- The Jerusalem Diamond 1979[1]
- Il medico di Saragozza (The Last Jew) 2000[1]
- Il signore delle vigne (The Winemaker) 2007[1]

### Trilogia della Famiglia Cole
Il filo conduttore di questi tre libri è quel "dono" che permette ad alcuni appartenenti a questa famiglia di "sentire" quando la vita sta abbandonando una persona, portandoli ad intraprendere una vita rivolta al prossimo, con l'aiuto delle conoscenze mediche dell'epoca.
1. Medicus (The Physician) 1986[1]
2. Lo sciamano (Shaman) 1992[1]
3. L'eredità dello sciamano (Matters of Choice) 1996[1]